# Mysletice (Votice)
Mysletice je část města Votice v okrese Benešov. Nachází se na jihovýchodě Votic. V roce 2009 zde bylo evidováno 12 adres. Mysletice leží v katastrálním území Hostišov o výměře 4,61 km².

## Historie
První písemná zmínka o vesnici pochází z roku 1381.

## Pamětihodnosti
- Poutní kaple svatého Vojtěcha s Kalvárií, altánem nad studánkou a kamenným stolcem